# Камини Каушал
Камини Каушал (англ. Kamini Kaushal, хинди कामिनी कौशल, настоящее имя — Ума Суд, англ. Uma Sood; род. 16 января 1927 года, Лахор) — индийская актриса

 и продюсер детских телешоу. Её дебютный фильм получил Гран-при на фестивале в Каннах. Награждена Filmfare Award за лучшую женскую роль в 1955 и за вклад в кинематографию в 2015 году, а также Excellence Award имени Калпаны Чавлы в 2013 за выдающуюся карьеру в кино.

## Биография
Камини Каушал (урождённая Ума Кашьяп) появилась на свет 16 января 1927 года в Лахоре. Она была младшей среди двух братьев и трёх сестер. Её отец Шив Рам Кашьяп был ботаником, открывшим шесть видов растений, и одним из основателей Индийского ботанического общества. Он умер в 1934 году, когда Камини Каушал было семь лет.
В детстве она работала исполнителем на Всеиндийском радио. Каушал получила степень бакалавра с отличием по специальности «английский язык и литература» в Kinnaird College.
Вскоре после того, как девушка окончила колледж, в автомобильной аварии погибла её старшая сестра Уша, оставив двоих дочерей, Кумкум и Кавиту, двух и трёх лет от роду. Камини взяла на себя заботу о племянницах, выйдя замуж за своего зятя Б. С. Суда, служащего Bombay Port Trust. Впоследствии она родила мужу троих сыновей: Рахула, Шравана и Видура.
Услышав её голос по радио, Четан Ананд предложил ей роль в своём дебютном фильме «Город в долине». Поскольку он был другом её брата, её родные не возражали. Из-за того, что в фильме уже снималась жена режиссёра Ума Ананд, он предложил будущей актрисе взять псевдоним. Так она стала Камини Каушал. «Город в долине» провалился в прокате, но стал единственным индийским фильмом, получившим признание на Каннском кинофестивале, выиграв Золотую пальмовую ветвь в 1946 году.
После этого Каушал хотела оставить кино и посвятить себя воспитанию детей, но предложения новых ролей не переставали поступать. В итоге она дала согласие режиссёру Гаджанан Джагирдару и снялась в фильме «Тюремное заключение» вместе с Раджем Капуром. В начале своей карьеры она работала со всеми тремя актёрами, ставшими главными звёздами следующего десятилетия: Раджем Капуром, Дилипом Кумаром и Девом Анандом.
В 1954 году она исполнила главную роль в фильме Бимала Роя «Бирадж Баху» по роману бенгальского писателя Шарата Чандры Чаттерджи. Для лучшего понимания роли она прочла книгу несколько раз. Картина завоевала сертификат Национальной кинопремии Индии за лучший фильм и принесла актрисе Filmfare Award за лучшую женскую роль.
После 1959 года в её карьере случился перерыв, после которого она перешла на характерные роли. Манодж Кумар попросил её сыграть его мать в фильме «Шахид» 1965 года, хотя ей ещё не было сорока, и она согласилась после долгих уговоров. В дальнейшем она играла его мать в фильмах Upkaar (1967), «Шум» и «Хлеб насущный». В 1984 году она исполнила небольшую роль тетушки Шалини в британском сериале «Драгоценность в короне».
Помимо актёрской деятельности, Камини Каушал пишет стихи и рассказы для детей. Некоторые из них были опубликованы в популярном индийском детском журнале Parag. В настоящее время она также занимается производством телевизионных шоу для детей на канале Doordarshan. Её первый опыт в качестве продюсера — сериал Chand Sitare. В 1986 году она поставила анимационный фильм Meri Pari.
Камини Каушал продолжает сниматься в кино и по сей день, перейдя от ролей матерей к ролям бабушек. Среди её последних фильмов — «Каждое любящее сердце» (2000), «Самозванка» (2003), «Падший ангел» (2007) и «Ченнайский экспресс» (2013).

## Частичная фильмография
- 1946 — Город в долине / Neecha Nagar — Рупа
- 1947 — Тюремное заключение / Jail Yatra
- 1954 — Бирадж Баху / Biraj Bahu — Бирадж Чакраварти
- 1965 — Шахид / Shaheed — миссис Кишан Сингх
- 1967 — Upkar — Радха
- 1969 — В смятении[англ.] / Do Raaste — Мадхви Гупта
- 1969 — Испытание дружбы[англ.] / Aadmi Aur Insaan — миссис Кханна
- 1970 — Хир и Ранджа[англ.] / Heer Raanjha
- 1972 — Шум[англ.] / Shor — мать Шанкара
- 1974 — Хлеб насущный[англ.] / Roti Kapda Aur Makaan — мать Бхарата
- 1974 — Город любви[англ.] / Prem Nagar — Рами Маа
- 1975 — Отшельник[англ.] / Sanyasi — мать Чампы
- 1993 — Сбившиеся с пути[англ.] / Gumrah — мать Шарды
- 2000 — Каждое любящее сердце / Har Dil Jo Pyar Karega — бабушка
- 2003 — Самозванка / Chori Chori — бабушка
- 2007 — Падший ангел[англ.] / Laaga Chunari Mein Daag — миссис Верма
- 2013 — Ченнайский экспресс / Chennai Express — бабушка Рахула